# Crazy Frog
Crazy Frog, првобитно познат као the Annoying Thing, је шведски ЦГИ−анимирани лик и евроденс музичар кога је 2003. године створио глумац и драматург Ерик Вернквист. На тржишту од стране добављача мелодија звона Јамба!, лик је првобитно креиран да прати звучни ефекат који је произвео Данијел Малмедал док је покушавао да имитира звук двотактног мотора.
Crazy Frog је изнедрио светски хит сингл са обрадом песме „Axel F“ (из музике за филм Полицајац са Беверли Хилса), који је достигао прво место у Турској, Новом Зеланду, Аустралији и већем делу Европе. Следећи албум Crazy Frog Presents Crazy Hits и други сингл „Popcorn” такође су доживели успех на светским листама, а други албум под називом Crazy Frog Presents Crazy Hits је објављен 2006. године, као и трећи албум Everybody Dance Now, објављен 2009. године. Анимирани лик је такође изнедрио многе синглове, низ робе и играчака, као и две видео игрице пре него што је отишао на паузу 2009. године.
Дана 22. априла 2020. је креиран Твитер налог за овај лик, а налог је наведен на званичном сајту, фејсбук профилу и јутјуб каналу. Касније истог дана најављен је нови албум. Дана 10. децембра 2021, нови сингл „Tricky” је објављен након 13 година паузе.